# Скржинский, Станислав Иванович
Станислав Иванович Скржинский (пол. Stanisław Wilhelm Skrzyński; 1877, Херсонская губерния — 1935, Варшава) — капитан 84-го пехотного Ширванского полка, герой Первой мировой войны, председатель Союза георгиевских кавалеров. Участник Советско-польской войны, бригадный генерал Войска Польского. 

## Биография
Католического вероисповедания. Образование получил в Ананьевской гимназии, где окончил шесть классов.
В 1900 году окончил Одесское пехотное юнкерское училище, откуда выпущен был подпрапорщиком в 15-й стрелковый полк. Участвовал в китайской кампании 1900—1901 годов, был награждён орденом Св. Анны 4-й степени с надписью «за храбрость». 17 мая 1901 года произведен в подпоручики с переводом в 60-й пехотный Замосцкий полк.
Участвовал в русско-японской войне, за боевые отличия был награждён двумя орденами. Произведен в поручики 20 октября 1904 года «за выслугу лет». 27 ноября 1906 года уволен от службы штабс-капитаном, за болезнью, с мундиром и пенсией. 10 марта 1909 года поступил на службу в Министерство внутренних дел, 11 января 1910 года был назначен земским начальником 6-го участка Тираспольского уезда.
С началом Первой мировой войны был призван поручиком в 84-й пехотный Ширванский полк. Пожалован Георгиевским оружием
За то, что в бою 22 апреля 1915 года у д. Лазы на левом берегу р. Вислоки, командуя батальоном, под убийственным ружейным, пулеметным и артиллерийским огнем, личным примером повел батальон в штыки и отбросил противника, захватив пленных.
Удостоен ордена Св. Георгия 4-й степени
За то, что в бою 22 апреля 1915 года у д. Особнице, вступив в командование 3-м батальоном названного полка, за ранением командира батальона, и получив приказание наступать и влиться в промежуток между 1-м батальоном полка и соседним полком, быстро оценив обстановку, умело повел роты и, несмотря на губительный огонь противника, рядом контр-атак помог соседним частям восстановить прежнее положение; неприятель, обрушившись на позицию соседнего полка, занял часть его окопов; 3-й батальон снова атаковал немцев, выбил из захваченных окопов, отбил два наших пулемета и забрал пленных; с наступлением темноты, противник атаковал левый фланг занятой 3-м батальоном позиции, но, встреченный энергичной контр-атакой, был отброшен с громадным уроном и, несмотря на большую потерю в людях, удержал все свои позиции; при этом сам был два раза контужен и тяжело ранен, но остался в строю.
Произведен в штабс-капитаны 21 октября 1916 года, в капитаны — 4 марта 1917 года «за отличия в делах против неприятеля». В 1917 году был назначен старшим адъютантом при главном начальнике снабжений Румынского фронта, избран председателем центрального комитета Союза георгиевских кавалеров.
После Октябрьской революции вступил в Союз военнослужащих-поляков Одесского военного округа, в марте 1918 года стал начальником польских военных отрядов бывшего Одесского военного округа. 19 ноября 1918 года был зачислен полковником в Войско Польское и назначен организатором и командиром варшавских отрядов помощи городу Львову. 13 июня 1919 года был переведен в состав вооруженных сил бывшего Прусского Раздела и назначен главнокомандующим в Познани. Позднее был назначен командиром 2-й бригады 2-й Великопольской стрелковой дивизии. С 30 июля 1919 года начал формирование 4-й Великопольской стрелковой дивизии, а 28 августа того же года был назначен начальником Поморской дивизии.
1 января 1920 года был назначен в состав первого временного капитула ордена Virtuti militari и награжден тем же орденом 5-й степени. 27 сентября 1923 года вышел в запас. 21 июня 1927 года был произведен в бригадные генералы, а 30 июня того же года вышел в отставку.
Умер в 1935 году в Варшаве. Похоронен на кладбище Воинские Повонзки.

## Награды
Российской империи:
- Орден Святой Анны 4-й ст. с надписью «за храбрость» (ВП 20.04.1902)
- Орден Святого Станислава 3-й ст. с мечами и бантом (ВП 29.10.1906)
- Орден Святой Анны 3-й ст. с мечами и бантом (ВП 4.11.1907)
- Орден Святого Станислава 2-й ст. с мечами (1911)
- Орден Святого Георгия 4-й ст. (ВП 13.10.1916)
- Георгиевское оружие (ВП 16.10.1916)

Польши:
- орден Virtuti militari, серебряный крест (1920)
- крест Независимости
- крест Храбрых (четырежды)

## Семья
С 1903 года был женат на Янине Долановской, имел пятерых детей, среди которых:
- Збигнев (1907—2000), участник Варшавского восстания.
- Ярослав (1913—1944), участник Варшавского восстания, младший капрал Армии Крайовой. Погиб 11 августа 1944 года.